# エヴァンス未希
エヴァンス 未希（エヴァンス みき、1996年4月16日 - ）は、日本のタレント、ガールズバンド「凸凹凸凹-ルリロリ-」の前進バンド「姫carat」の元メンバー。神奈川県出身。

## 出演

### テレビ番組
- 熱血BO-SO TV（2017年9月 - 、チバテレ） - 熱血研修生
- ハードワーキングホリデー（2019年12月26日、TBSテレビ）[1]